# Сподњи Прекар
Сподњи Прекар (словен. Spodnji Prekar) је насељено место у општини Моравче, Средњесловенска регија, Словенија.

## Историја
До територијалне реорганизације у Словенији био је у саставу старе општине Домжале.

## Становништво
У попису становништва из 2011. године, Сподњи Прекар је имао 50 становника.
| Број становника према пописима | Број становника према пописима | Број становника према пописима |
| ------------------------------ | ------------------------------ | ------------------------------ |
| 1991                           | 2002                           | 2011                           |
| 34                             | 42                             | 50                             |

Напомена: Године 1953. увећан за део насеља Свети Миклавж који је укинут.